# Venezia Unica
"VENEZIA UNICA" è il nome del sistema di bigliettazione elettronica dell'azienda dei trasporti veneziani ACTV, (attivo dal 2008). Il sistema fa uso di titoli di viaggio elettronici. La tessera personale permette, se richiesto, inoltre l'utilizzo del servizio di bike sharing e del People Mover entrambi gestiti da AVM.
Le tessere sono in grado di gestire anche i titoli di viaggio integrati ferro/gomma dell'area centrale veneta.
Al 2011 erano in circolazione oltre 550 000 tessere.

## Le tessere
Esistono due tipi di tessere, entrambe smart card contactless:
- quella impersonale (chip on paper), semi-rigida in cartoncino, dove si possono caricare solo i biglietti e/o i carnet automobilistici e/o di navigazione (a prezzo non agevolato, cioè non a tariffa CartaVenezia). La tessera è riutilizzabile fino a 10 volte: infatti quando sono stati utilizzati tutti i titoli di viaggio presenti nella tessera possono essere caricati nuovi biglietti o carnet. La tessera è gratuita (si pagano solo i biglietti) e si riceve, ricaricata con il titolo di viaggio acquistato, nelle tabaccherie, nelle edicole, ... La tessera impersonale non permette di acquistare abbonamenti (tranne i biglietti turistici che valgono fino a 7 giorni) né di accedere alla tariffa agevolata CartaVenezia né di accedere al servizio di bike sharing;
- quella personale sulla quale vengono riportati il nome, il cognome e la foto del cliente, la data di scadenza e il numero della tessera; la tessera è rigida (in PVC). La tessera ha validità 5 anni. Le tessere personali permettono l'acquisto dei medesimi titoli di viaggio delle tessere impersonali con l'aggiunta degli abbonamenti e dei titoli di viaggio a tariffa CartaVenezia, con le seguenti modalità:
  - residenti comune di Venezia: al costo di € 10 viene rilasciata la tessera personale che permette di caricare qualsiasi titolo di viaggio automobilistico e di navigazione; in quest'ultimo caso i titoli di viaggio sono a costo agevolato (tariffa CartaVenezia); aggiungendo € 15 la tessera permette di utilizzare il servizio di bike sharing (per un anno);
  - residenti regione Veneto: al costo di € 20 viene rilasciata la tessera personale che permette di caricare qualsiasi titolo di viaggio automobilistico; aggiungendo € 10 la tessera permette di caricare anche qualsiasi titolo di viaggio della rete navigazione a costo agevolato (tariffa CartaVenezia); aggiungendo € 15 la tessera permette di utilizzare il servizio di bike sharing (per un anno);
  - residenti fuori regione Veneto: al costo di € 50 viene rilasciata la tessera personale che permette di caricare qualsiasi titolo di viaggio automobilistico; aggiungendo € 30 la tessera permette di caricare anche qualsiasi titolo di viaggio della rete navigazione a costo agevolato (tariffa CartaVenezia); aggiungendo € 15 la tessera permette di utilizzare il servizio di bike sharing (per un anno).

Nel caso in cui si richiedano particolari abbonamenti (tariffa lavoratori, studenti, agevolazioni provinciali) al momento della richiesta della tessera personale bisogna allegare la documentazione necessaria.

### TariffaCartaVenezia
La tariffa CartaVenezia permette di acquistare i titoli di viaggio della rete di navigazione a un costo agevolato. Ad esempio un biglietto semplice di navigazione 75 minuti con la tariffa CartaVenezia costa € 1,50, senza la tariffa CartaVenezia costa € 9,50. Altre tariffe CartaVenezia comprendono il biglietto integrato bus+vaporetto (€ 2,00) o gli abbonamenti integrati due reti (navigazione e automobilistico).

### Caratteristiche tecniche
A livello tecnico si ha un tag passivo che utilizza un chip NXP, Mifare Ultralight, conforme allo standard ISO/IEC 14443. La tessera è dotata di chip RFID interno nel quale sono memorizzati, tra gli altri, il profilo utente, i titoli acquistati e le ultime tre fermate in cui l'utente ha convalidato il titolo di viaggio.

## La validatrice

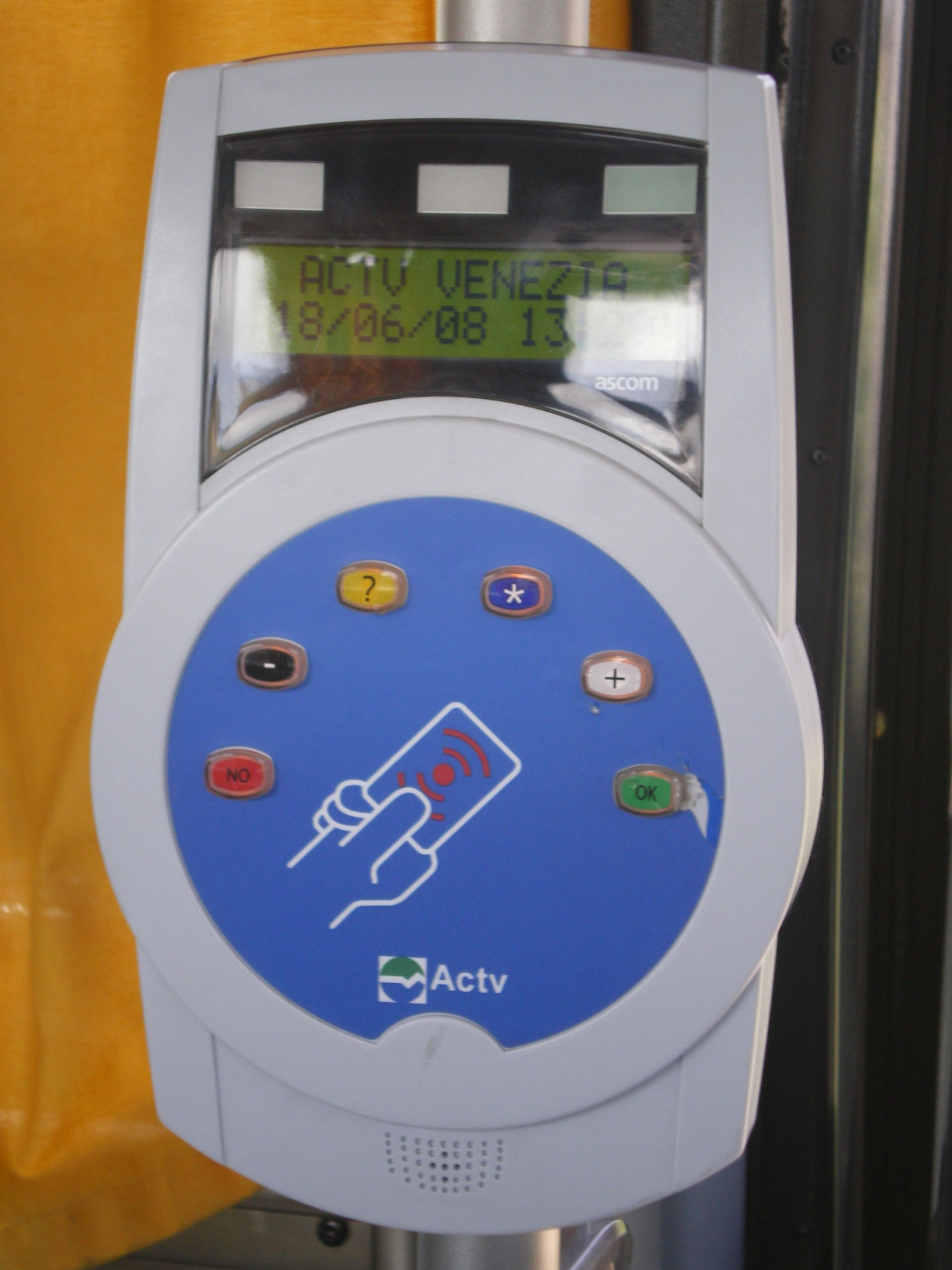
La prima serie di validatrice di biglietti e abbonamenti ACTV

Per validare il proprio biglietto o il proprio abbonamento è necessario avvicinarlo al validatore ed effettuare la validazione in modalità "contact-less" (senza contatto) tramite il sistema RFID.
Il validatore è dotato di alcuni pulsanti, da utilizzare, tra gli altri, nei seguenti casi:
- per sapere quali titoli di viaggio sono presenti nella tessera;
- per effettuare validazioni multiple (es. tramite un carnet);
- per impostare la priorità dei titoli di viaggio presenti nella tessera (ad esempio nella tessera può essere presente contemporaneamente un biglietto bus e un biglietto bus+vaporetto: in questo caso la validatrice installata negli autobus non convaliderà nessuno dei due biglietti perché entrambi potenzialmente validi ma sarà il viaggiatore a convalidare, tramite i tasti presenti nella validatrice, il titolo di viaggio corretto in base al suo viaggio: se proseguirà con un vaporetto convaliderà il biglietto bus+vaporetto altrimenti convaliderà solo il biglietto bus).

Il validatore è collegato al sistema centrale tramite collegamento seriale RS-485, al momento della convalida invia i dati dell'utente associati alla fermata in cui esso convalida. In questo modo arrivano al sistema centrale tutti i dati relativi agli spostamenti degli utenti (trattati comunque nel rispetto della normativa sulla privacy).

### I controlli
I controllori sono dotati di un lettore RFID su un palmare LDP415, collegato al sistema centrale, in grado di verificare se la tessera è stata validata o meno dall'utente. Attraverso lo stesso palmare possono inoltre controllare in tempo reale quali sono le fermate da cui l'utente è partito, la linea utilizzata e la direzione, fino alle ultime tre convalide precedenti, utilizzando sempre i dati del sistema centrale.
Allo stesso tempo i controllori sono controllati a loro volta dal sistema centrale perché quando effettuano un controllo il palmare invia i dati alla centrale. Attraverso la sezione "contatori" del palmare è possibile sapere quanti controlli sono stati effettuati dal controllore.

## Il piano di sostituzione e l'entrata in funzione del sistema
L'inizio della sostituzione delle tessere era iniziata il 4 giugno 2007, e per il 1º novembre 2007, era prevista l'entrata in funzione del sistema, ma con i titoli cartacei ancora validi. Il 1º giugno 2008, il sistema doveva essere attivo completamente, e i titoli di viaggio cartacei, non sarebbero più stati validi. Tuttavia gli allagamenti della terraferma veneziana del 26 settembre 2007 hanno interessato anche i magazzini dove erano presenti tessere "vergini", palmari per i controllori e le validatrici. ACTV è stata quindi costretta ad inviare una richiesta di sostituzione di macchinari e tessere danneggiati, facendo così slittare l'entrata in funzione del sistema.
Ora, il sistema è attivo su tutta la rete ACTV, dal 1º maggio 2008 sulla rete di navigazione, e dal 1º luglio 2008 sulla rete automobilistica. Il 19 luglio 2008 è terminata la vendita dei tagliandi mensili cartacei, mentre il 30 settembre 2008 è terminata anche la vendita dei biglietti di corse singole o carnet cartacei; i titoli di viaggio cartacei sono rimasti validi fino al 31 dicembre 2008. Di conseguenza imob.venezia è entrata a pieno regime dal 1º gennaio 2009.

## Controversie
Il sistema, utilizzando chip RFID che memorizzano dati e spostamenti degli utenti, ha fatto insorgere da alcune parti alcune questioni riguardanti la tutela della privacy, soprattutto per il fatto che con questo sistema i dati vengono inviati a un elaboratore centrale e che i controllori possono verificare non solo la convalida dell'ultima corsa ma anche risalire agli ultimi tre spostamenti effettuati anche da parte dei titolari di abbonamento. Secondo i critici del sistema, questa è una quantità di informazione eccessiva rispetto alla semplice esigenza di controllare la validità del titolo di viaggio per il tragitto in corso e rappresenterebbe una sorta di controllo improprio degli spostamenti dei privati cittadini.
Ulteriori perplessità ha suscitato l'introduzione dell'obbligo di convalida del titolo a ogni viaggio anche da parte dei titolari di abbonamento, operazione che col sistema del biglietto cartaceo non era richiesta se non all'inizio del periodo di validità del tagliando di abbonamento. Nei sistemi di bigliettazione elettronica tuttavia la convalida dell'abbonamento è generalmente adottata, in quanto consente alle aziende di trasporto pubblico locale di conoscere meglio le caratteristiche della domanda di spostamento (origini, destinazioni, orari, ecc.) e di calibrare al meglio il servizio utilizzando i dati in maniera statistica e in forma scorporata, in una forma che dovrebbe essere anonima, ma che in realtà lo diviene solo cinque giorni dopo la raccolta dei dati.
Alla base di questa controversia è proprio l'uso della tecnologia RFID, considerata potenzialmente lesiva della privacy, unita al fatto che non è completamente noto quali dati della tessera RFID vengano inviati al sistema centrale all'atto della validazione del titolo di viaggio. Da un punto di vista tecnico, il tracciamento a fini statistici non richiede necessariamente l'invio anche dell'identificatore della tessera e in questo caso la raccolta dei dati avverrebbe in forma effettivamente anonima. Tuttavia, se all'atto della validazione viene inviato anche l'identificativo della tessera RFID, con questa informazione sarebbe tecnicamente possibile risalire al nome del possessore della tessera, tracciando così gli spostamenti individuali in maniera non anonima. Dato che entrambe le possibilità sono tecnicamente possibili, in assenza di un'informazione chiara su quali dati vengano trasferiti all'elaboratore centrale e se questi vengano correlati o meno al nome del passeggero, le perplessità sollevate relative al rispetto della privacy non possono trovare una risposta netta né in un senso né nell'altro.
Alcune perplessità infine erano sorte per quanto riguarda l'uso dei dati personali per ricerche di mercato: tuttavia, come avviene normalmente per questo tipo di utilizzo, è stato chiarito che questo impiego è possibile solo se l'utente firma l'apposito consenso separato richiesto dalla legge sui dati sensibili in vigore e un'eventuale mancata autorizzazione in questo senso non ha alcun effetto negativo né bloccante per quanto riguarda l'erogazione del servizio stesso.
Il Garante della Privacy ha infine espresso parere positivo al sistema imob in quanto non c'è violazione della privacy.
Tramaci.org sta facendo un'indagine sul sistema IMOB, hanno rilevato che forse tale atto del Garante della Privacy non esiste.
Allo stato attuale è emerso che il Garante si sia espresso riguardo alla gestione dei dati anagrafici ed in via generale al sistema imob, ma non specificatamente sulla gestione dei dati di validazione.
Il comitato NoMob ha richiesto 160 esercizi dei diritti all'ACTV per richiedere informazioni ed impedire il tracciamento degli utenti.
Sono state raccolte più di 5000 firme contro l'obbligo di convalidare l'abbonamento IMOB.
Alcuni hacker hanno fatto la richiesta di acquisire i propri dati. Successivamente sono stati pubblicati gli spostamenti rilevati attraverso le convalide delle tessere IMOB. Questo dimostra definitivamente il tracciamento delle persone.
Tra i critici del sistema ci sono anche i comitati "Non Valido" e "NoMob" che si battono contro l'obbligo di validare le tessere di abbonamento prima di salire su ogni mezzo.

Il 3 agosto 2012 viene approvata la legge regionale che elimina tale obbligo.

### Storia del IMOB e "Club Italia"
La ricerca per un sistema di pagamento più moderno inizia negli anni 2000. Già dall'anno 1996 si crea una associazione di aziende (in base alla legge 1º luglio 1901 e successivi statuti), denominata ContactLess User Board.
Lo scopo di questa associazione è principalmente lo studio di metodi più comodi e moderni per la bligiettazione elettronica del futuro.
I soci fondatori di questa associazione sono RATP, SNCF, ACTV, e altri. In quegli anni la RATP acquisisce il brevetto del sistema Calypso, un tipo di tessera che era sia RFID che smartcard allo stesso momento. Altre società producendo sistemi contactless RFID di tipo Mifare si trovano a creare uno standard di fatto.

## Scelta di Calypso
Dagli atti pubblicati su Club Italia emerge che ci fu una serie di consultazioni per scegliere il tipo di sistema da usare. Una corrente interna optava per sistemi opensource in modo da essere interoperabili con le altre aziende. Purtroppo alla fine si arrivò ad utilizzare il sistema Calypso per le tessere di abbonamento. Si tratta di un sistema chiuso e vincolato da alcune licenze. Per ottenere i dati tecnici su Calypso, ad eccezione di quelli resi disponibili, occorre firmare un contratto di riservatezza.

All'epoca il sistema Calypso forniva una maggiore sicurezza rispetto agli altri sistemi proposti perché offriva la protezione di una smartcard alla semplicità di utilizzo del RFID.

## Interrogazioni comunali
Club Italia, si riunisce nel 2010 presso la sede di ACTV Venezia per cambiare il proprio statuto. Questo cambiamento ha introdotto alcuni scopi diversi tra cui il "controllo sociale". Quest'ultimo cambiamento incrementò le preoccupazioni dei critici del sistema IMOB. Anche la presenza di Club Italia e soprattutto dei suoi soci, in ogni appalto generò diverse perplessità in Comune di Venezia, tanto da spingere il vicepresidente della commissione Trasporti a fare un'interrogazione comunale con lo scopo di comprendere se, le decisioni sui trasporti, sono prese dalle istituzioni o dalle aziende.